# Большие Лобастовы
Большие Лобастовы — деревня в Оричевском районе Кировской области в составе Спас-Талицкого сельского поселения.

## География
Находится на расстоянии примерно 3 километров по прямой на восток от районного центра поселка Оричи.

## История
Известна с 1671 года как починок Федотки Лобастова с 1 двором, в 1764 году в починке было 23 жителя. В 1905 году учтено дворов 28 и жителей 221, в 1926 29 и 136, в 1950 30 и 123. В 1989 проживало 15 жителей.

## Население
Постоянное население  составляло 13 человек (русские 69%, удмурты 31%) в 2002 году, 12 в 2010.